# 野々村雅春
野々村 雅春（ののむら まさはる）は、安土桃山時代から江戸時代初期にかけての武将。豊臣氏の家臣。大坂七手組の1人。織田信長の黒母衣衆の野々村三十郎の弟。諱は吉保（よしやす）ともいう。

## 略歴
豊臣秀吉に仕えて、黄母衣衆に選ばれる。天正18年（1590年）の小田原征伐では、武蔵・下総・上総の後北条氏の諸城攻略で功を挙げた。
慶長3年（1598年）の秀吉死後、秀頼に仕え、大坂七手組の1人となって、3,000石の知行を賜る。
慶長19年（1614年）の大坂冬の陣では、大坂城惣構森村口を守備した。翌年の同夏の陣では、天王寺・岡山の戦いで遊軍として兵1,200を率いて参戦。
『大坂御陣覚書』によると、敗北して城内に退いた堀田盛重（図書）と雅春は（台所より放火された）猛火によって本丸には辿りつけず、二の丸と本丸の間の石垣で自害して果てたという。